# 小行星4987
小行星4987（4987 Flamsteed）是一颗绕太阳运转的小行星，为主小行星带小行星。该小行星于1980年3月发现。

## 轨道参数
小行星4987的轨道半长轴为2.2716349 UA，离心率为0.064。